# Susanna Pöykiö

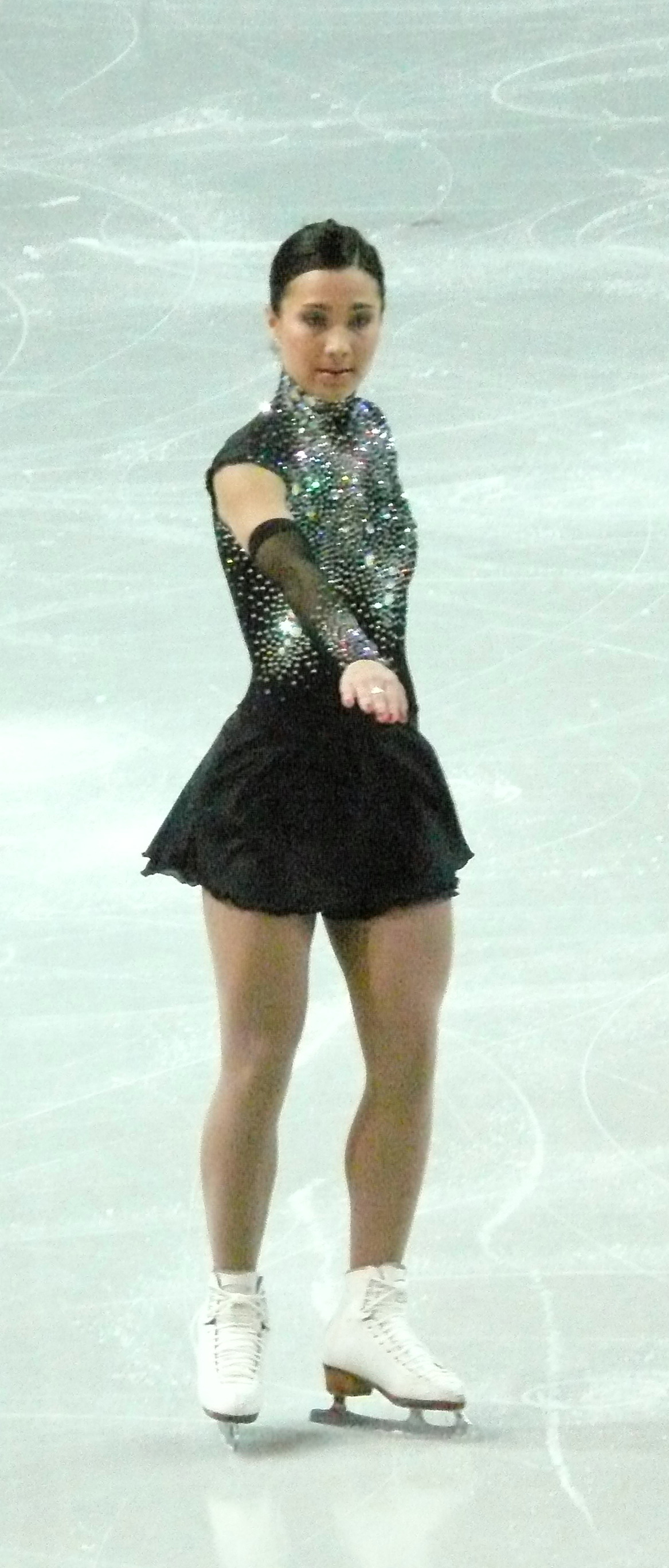
Susanna Pöykiö 2007 bei den Europameisterschaften in Warschau

Susanna Kristiina Pöykiö (* 22. Februar 1982 in Oulu) ist eine finnische Eiskunstläuferin.
Susanna Pöykiö begann im Alter von 3 Jahren mit dem Eiskunstlaufen. Ihre Schwester Heidi war schon Eiskunstläuferin. Sie ist für ihren eleganten Stil bekannt und wurde deshalb auch als „europäische Kwan“ bezeichnet.
Susanna Pöykiö startete für den Klub Oulun Luistelukerho. Nach der Trennung von ihrer langjährigen Trainerin Berit Kaijomaa zog Susanna von Lahti wieder nach Oulu, wo ihre Schwester Heidi sie trainierte.
Susanna Pöykiö war dreimal finnische Meisterin im Eiskunstlauf der Senioren. Sie war die erste Finnin, die im Damenwettbewerb bei ISU-Meisterschaften eine Medaille gewann, 2001 bei den Juniorenweltmeisterschaften Bronze. Sie war auch die erste Finnin, die bei den Damen eine Europameisterschaftsmedaille gewinnen konnte, nämlich Silber bei der EM 2005. Außerdem gewann Susanna Pöykiö im Jahr 2009 die Bronzemedaille bei der EM in Helsinki. Im März 2010 kündigte sie ihren Rücktritt vom Wettkampfsport an.

## Erfolge/Ergebnisse
| Wettbewerb/Wintersaison     | 1999/2000 | 2000/01 | 2001/02 | 2002/03 | 2003/04 | 2004/05 | 2005/06 | 2006/07 | 2007/08 | 2008/09 | 2009/10 |
| --------------------------- | --------- | ------- | ------- | ------- | ------- | ------- | ------- | ------- | ------- | ------- | ------- |
| Olympische Winterspiele     |           |         | –       |         |         |         | 13      |         |         |         | -       |
| Weltmeisterschaften         | –         | –       | 11      | –       | 12      | 8       | 9       | 8       | –       | 13      | -       |
| Europameisterschaften       | –         | –       | 6       | 9       | 6       | 2       | 7       | 4       | –       | 3       | WD      |
| Juniorenweltmeisterschaften | –         | 3       | –       | –       | –       | –       | –       | –       | –       | –       | –       |
| Finnische Meisterschaften   | 1         | 3       | 1       | –       | –       | 1       | 1       | 1       | 3       | 3       | 3       |
| GP Skate Canada             | –         | –       | –       | –       | –       | –       | –       | 5       | –       | –       | –       |
| GP Trophée Eric Bompard (F) | –         | –       | –       | –       | –       | –       | –       | 5       | –       | –       | –       |
| GP Cup of China             |           |         |         | –       | –       | –       | –       | –       | 8       | 5       | –       |
| GP Skate America            | –         | –       | –       | –       | –       | –       | –       | –       | –       | 6       | 11      |

- GP = Grand Prix / WD = nach dem Kurzprogramm (Platz 20) nicht mehr zur Kür angetreten